# جيف وايزمان
جيف وايزمان (بالإنجليزية: Jeff Wiseman)‏ هو منافس ألعاب قوى أسترالي، ولد في 26 يناير 1950.